# Demétrio do Amaral de Carvalho

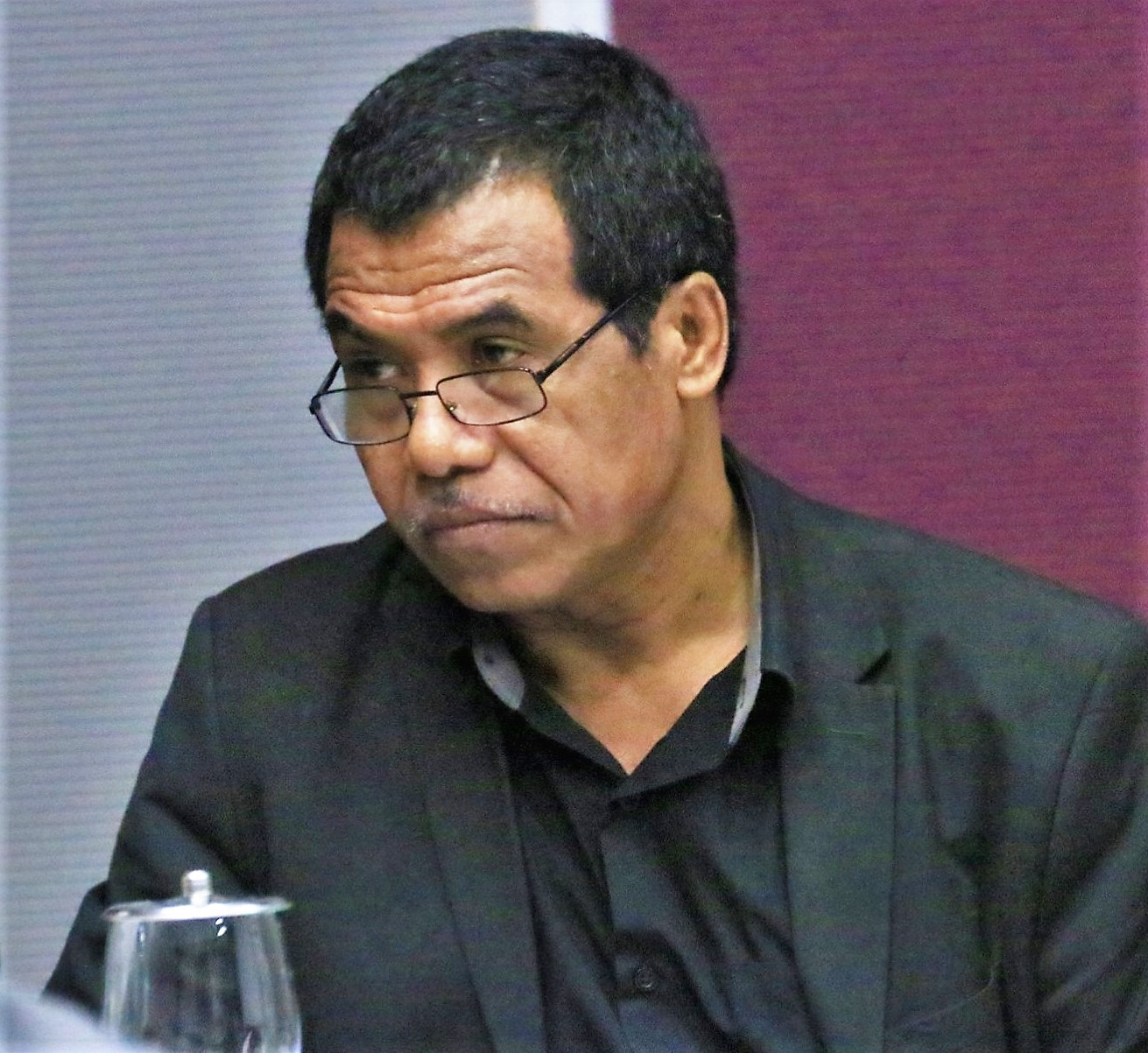
Demétrio do Amaral de Carvalho (2020)

Demétrio do Amaral de Carvalho, Kampfname Saka′onar (* 2. Juli 1966 in Dili, Portugiesisch-Timor), ist ein Umweltaktivist und Politiker aus Osttimor. Von 2018 bis 2023 war er Staatssekretär für Umwelt.

## Werdegang

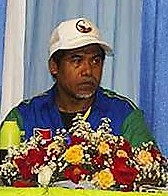
Demétrio do Amaral de Carvalho auf dem ersten Nationalkongress der PLP (2017)

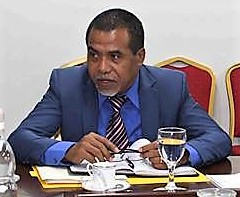
Demétrio do Amaral de Carvalho (2019)

Carvalho wuchs in einem Dorf südlich von Vila de Liquiçá auf. 1975 wurde sein Vater von Mitgliedern der linksorientierten FRETILIN ermordet. Im selben Jahr besetzte Indonesien Osttimor. Carvalho versteckte sich vier Jahre lang in den Wäldern. Noch als Schüler begann er im osttimoresischen Widerstand zu arbeiten. 1988 absolvierte Carvalho die Schule SMA 5 im indonesischen Yogyakarta. Später schloss er sich der Resistência Nacional dos Estudantes de Timor-Leste RENETIL (deutsch Nationaler Widerstand der Studenten aus Timor-Leste) an, Osttimors führender Studentenwiderstandsbewegung. Carvalho war an der Veröffentlichung erster Magazine der RENETIL beteiligt. 1990 schloss er sein Ökologiestudium an der Gadjah-Mada-Universität ab. Eine Woche nach dem Santa-Cruz-Massaker 1991 wurde Carvalho von der indonesischen Polizei verhaftet und für drei Wochen ohne Prozess eingesperrt. Grund war seine Beteiligung an einem Protest in Jakarta.
Carvalho gründete 1998 die Haburas Foundation, Osttimors einzige Nichtregierungsorganisation für Umweltschutz, kurz vor dem Abzug der Indonesier aus dem Land. Haburas bedeutet „etwas grün und frisch machen“ in Tetum. Die Organisation betreibt Unterricht und unterstützt Programme zur Schaffung von Lebensunterhalt für die Bevölkerung. Ihr gelang es den Umweltschutzgedanken in die Verfassung Osttimors zu bringen (Abschnitt 61). Viel Beifall erhielt die Organisation für ihre Umweltschutzprogramme, die den traditionellen Regeln des Tara Bandu folgen, die das ökologische Wissen Timors wiedergeben.
Carvalho ist Mitglied der Partidu Libertasaun Popular (PLP). Am 20. Mai 2017 wurde er zu einem von sechs Stellvertretern des Parteivorsitzenden Taur Matan Ruak gewählt. Bei den Parlamentswahlen in Osttimor 2017 trat Carvalho auf Platz 5 der Liste der PLP an und zog so als Abgeordneter in das Nationalparlament ein. Hier wurde er Vorsitzender der Kommission für Wirtschaft und Entwicklung (Kommission D). Bei den Parlamentswahlen 2018 verpasste Carvalho den Einzug in das Parlament auf Listenplatz 52 der Aliança para Mudança e Progresso (AMP), der gemeinsamen Liste von PLP, CNRT und KHUNTO. Dafür wurde er am 22. Juni 2018 zum Staatssekretär für Umwelt vereidigt. Das Amt hatte er bis zum Ende der Legislaturperiode am 30. Juni 2023 inne.

## Sonstiges
Carvalhos Frau verstarb 2019. Das Paar war seit 1995 verheiratet und hatte drei Söhne und eine Tochter.
2004 erhielt Carvalho den Goldman Environmental Prize.

## Veröffentlichungen
- Lisa R. Palmer, Demétrio do Amaral de Carvalho: Nation building and resource management: The politics of ‘nature’ in Timor Leste. Geoforum 39: 1321–1332, 2008.

- Demétrio do Amaral de Carvalho (ed.): Local knowledge of Timor. Jakarta: UNESCO, 2011.

- Sandlund, O.T., I. Bryceson, D. de Carvalho, N. Rio, J. da Silva and M.I. Silva: Assessing Environmental Needs and Priorities in East Timor: Final Report. Dili, Trondheim: UNDP-Dili and Norwegian Institute for Nature Research, 2001.